# عظام اصطناعية

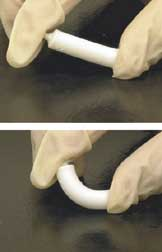
مركب مرن مصنوع من هلامة مائية، ذو قالب معدني عضوي بنسب تقارب تلك التي يتميز بها عظم الإنسان.

تشير العظام الاصطناعية إلى مادة تُشبه العظم يتم تصنيعها في المختبر ويمكن استخدامها في عمليات الطعم العظمي لتحل محل عظم الإنسان التالف نتيجة لحالات الكسور الحادة والأمراض وما إلى ذلك.

## نظرة عامة
العظم عضو صلب يقوم بعِدة وظائف في جسم الإنسان (أو الفقاريات بصفةٍ عامة)، ومن بين هذه الوظائف الدعم الميكانيكي وحماية الأعضاء اللينة وإنتاج الدم (من نخاع العظام) وما إلى ذلك. ويعد العظم نسيجًا معقدًا للغاية: فهو قوي ومرن ويقوم بالإصلاح الذاتي.
ويمكن استبدال العظم التالف بعظامٍ من أجزاء أخرى من الجسم (طُعم ذاتيّ) أو من الجثث (طُعم خيفيّ) أو باستخدام سبائك معدنية أو خزفية متنوعة. ويقيد استخدام الطُعم الذاتيّ كمية العظم المتوفرة للاستخدام، بينما تمنح الخيارات الأخرى كميات من العظام دون حدٍ أقصى إلا أن جسم الإنسان قد يرفضها عند زراعتها.
وتم إجراء الكثير من الأبحاث المتعلقة بإنتاج العظام الاصطناعية. وقد ابتكر ريتشارد جيه لاجو في جامعة تكساس، أوستن طريقة لإنتاج تركيبة مسامية قوية تُشبه العظم مصنوعة من مسحوق العظم، وعند إدخالها إلى جسم الإنسان تسمح بنمو الأوعية الدموية فيها ويمكن استبدالها بعظم طبيعي بالتدريج. وتوصلت أبحاث أجريت في مختبر لورنس بيركلي الوطني إلى مركب من المعدن والخزف يتميز بتركيبة مجهرية رقيقة مثل العظام من شأنها المساعدة في إنتاج العظام الاصطناعية. وطور فريق من العلماء البريطانيين "مادة عظمية تُعطى بالحقن"؛ وهي مادة لينة تكتسب الصلابة داخل الجسم. وفاز الفريق بجائزة الابتكارات المستقبلية الطبية عن هذا الاكتشاف ومن المخطط أن يتم اختبار هذه المادة من خلال التجارب السريرية.
وقام الباحثون في جامعة كولومبيا باستزراع فك سفلي بشري مُعدَّل تشريحيًا من خط الخلايا الجذعية ولكنه كان عبارة عن عظمة صلبة دون وجود الأنسجة الطبيعية المُلحقة مثل نخاع العظام أو الغضروف أو إمداد الدم القابل للتوصيل. وتمكنت مجموعة أخرى من الباحثين في مختبر إيزتك للخزف الحيوي في إيطاليا من الوصول إلى بديل شبه مطابق لعظم الإنسان مستخرج من خشب الخيزران الهندي. ويتمتع هذا البديل العظمي ببنية مسامية تسمح بمرور الأوعية الدموية وأنسجة مُلحقة أخرى كما تسمح هذه البنية بالاندماج مع بنية العظم المُضيف اندماجًا غير ملحوم. وقد تم اختبار هذه العملية على الخروف ولم تظهر أية علامات على رفض الطعم بعد عِدة أشهر.